# Revelling/Reckoning
Revelling/Reckoning är Ani Di Francos elfte studioalbum. Det släpptes år 2001 via Di Francos eget skivbolag, Righteous Babe Records. Albumet möttes av blandade och goda recensioner.

## Låtlistor

### Revelling
- Ain't That The Way
- O.K
- Garden of Simple
- Tamburitza Lingua
- Marrow
- Heartbreak Even
- Harvest
- Kazoointoit
- Whatall Is Nice
- What How When Where
- Fierce Flawless
- Rock Paper Scissors
- Beautiful Night

### Reckoning
- Your Next Bold Move
- This Box Contains
- Reckoning
- So What
- Prison Prism
- Imagine That
- Flood Waters
- Grey
- Subdivision
- Old Old Song
- Sick Of Me
- Don't Nobody Know
- School Night
- That Was My Love
- Revelling
- In Here